# Odontopera macularia
Odontopera macularia là một loài bướm đêm trong họ Geometridae.